# Areopago

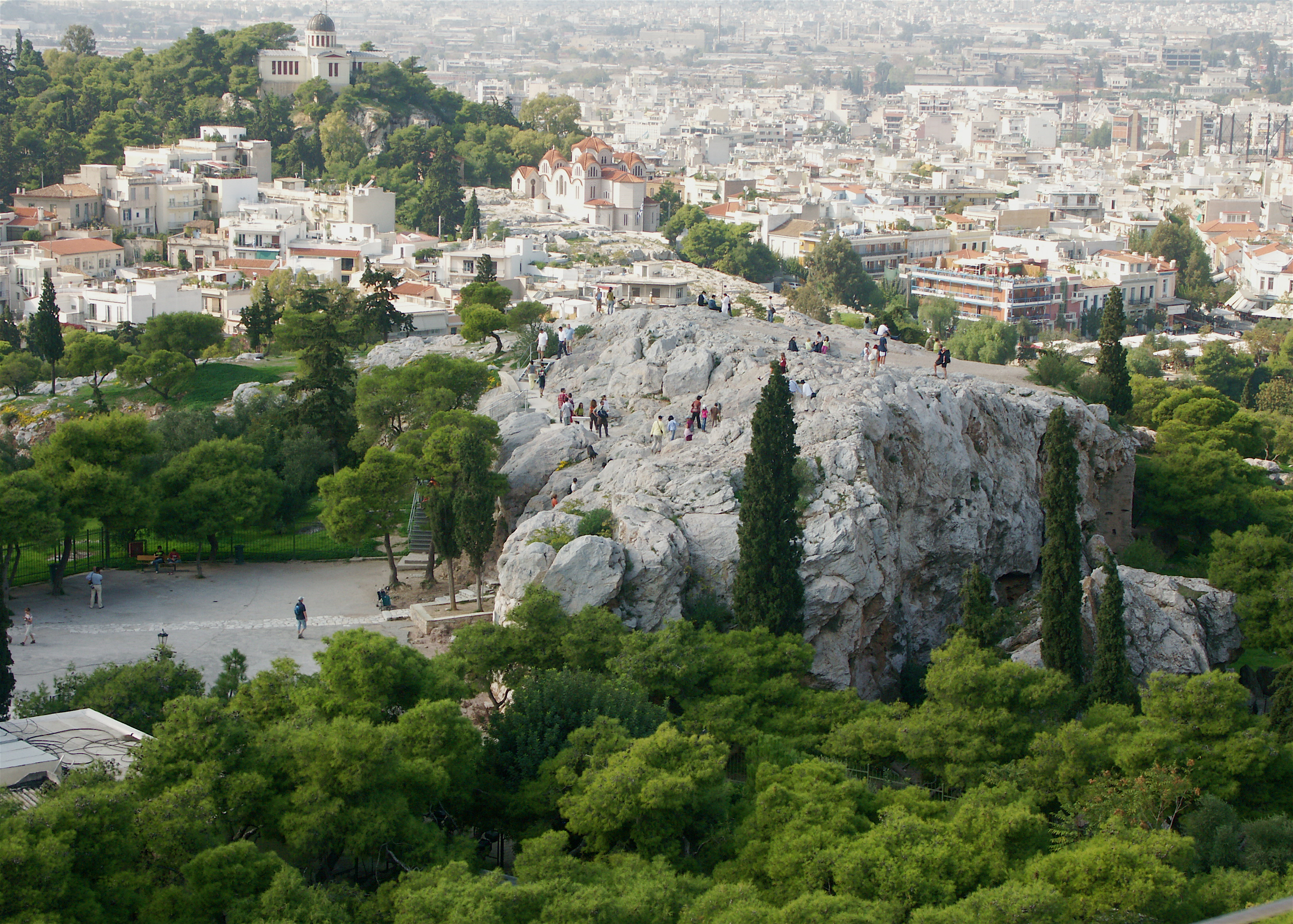
L'Areopago visto dall'acropoli

L'Areòpago, o Areopàgo, (in greco antico: Ἄρειος Πάγος?, "collina di Ares") è una delle colline di Atene (Grecia) situata tra l'agorà e l'acropoli.

## Storia
Nel periodo monarchico dell'antica Grecia vi si riuniva il collegio delle supreme magistrature dello Stato presiedute dal re (governo dei 9 arconti), mentre intorno al 624 a.C. tale termine venne utilizzato per indicare l'assemblea degli anziani (ex arconti). La principale funzione di tale assemblea era quella di occuparsi della custodia delle leggi contro ogni violazione e della giurisdizione sui delitti di sangue. Il suo orientamento fu del tutto conservatore e la sua composizione, formata da membri provenienti dall'aristocrazia eletti per anzianità o per principi ereditari, accentuava il suo indirizzo moderato e sanciva il suo ruolo decisivo nella custodia delle leggi, della pubblica moralità e dei culti cittadini.
L'Areopago perse lentamente il controllo della vita pubblica col sorgere delle prime forme di democrazia, che si affermarono subito rispetto alle leggi arcaiche dell'arcontato, i cui membri erano addirittura eletti a vita, senza possibilità di rinnovo del consiglio.
A partire dal 487 a.C. si assistette al declino dell'Areopago, grazie alla rivoluzione democratica già avviata nel 508/7 a.C. da Clistene, la cui costituzione assegnò il potere a una Boulé composta da cinquecento membri, sorteggiati da una lista di candidati delle tribù ateniesi.
Furono Efialte e Pericle nel 462/61 a limitare definitivamente i poteri dell'Areopago, che passò a occuparsi solamente dei reati relativi al sacrilegio e all'omicidio volontario. L'organismo riacquistò importanza col declino della democrazia e il sorgere della civiltà ellenistica.

## Etimologia
Etimologicamente Areopago deriva da Ares, dio della guerra greco e i motivi del nome sono due:
1. Secondo il mito, il dio sarebbe stato accusato di omicidio da Poseidone, dio del mare greco, e Ares sarebbe stato giudicato da dodici giurati proprio su quella collina;
2. Storicamente sulla collina sorgeva un tempio dedicato ad Ares.

Nell'epoca classica comunque l'Areopago si riteneva presieduto dalla dea Atena.

## Religione

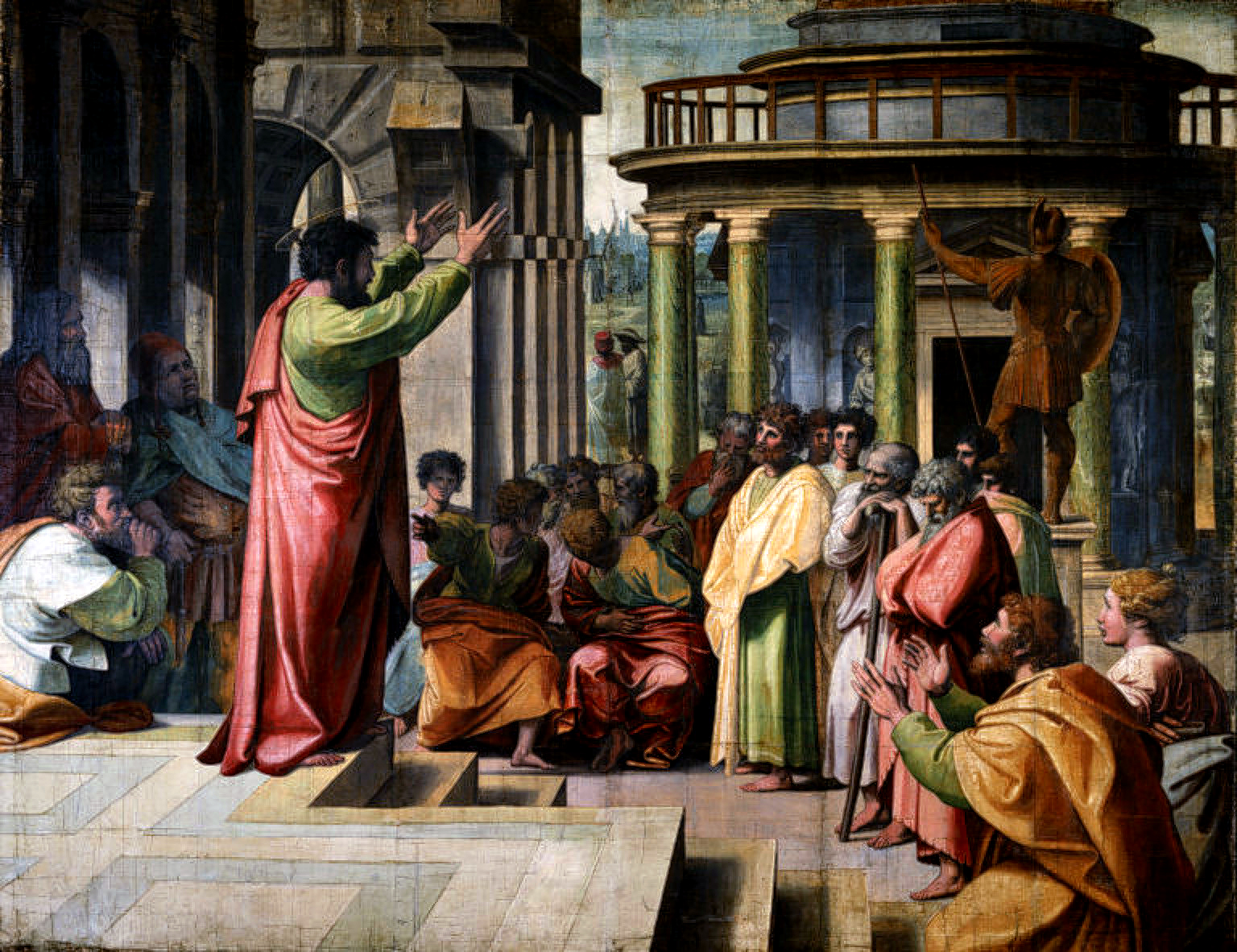
Raffaello, Predica di san Paolo agli Ateniesi

Famoso è il Discorso dell'Areopago di san Paolo in Atti degli apostoli (17,22-34) agli areopagiti, per annunciare loro la morte e la resurrezione di Cristo. Il versetto 21 menziona che "tutti gli Ateniesi infatti e gli stranieri colà residenti non avevano passatempo più gradito che parlare e sentir parlare". Paolo, predicatore dalla sua conversione, iniziò a testimoniare riguardo a Dio e all'uomo che Dio "ha designato, dandone a tutti prova sicura col risuscitarlo dai morti". Paolo prese occasione dal simulacro ivi dedicato al "Dio ignoto", identificato da Paolo con il Dio cristiano, proclamando che Dio è creatore di tutte le cose e che ha dato prova, risuscitandolo dalla morte, che il Figlio Gesù Nazareno detto Cristo, morto e risorto, è colui che un giorno giudicherà il mondo con giustizia. Paolo rinforzò il suo dire evocando un verso del poeta ellenistico, Arato di Soli, che cita: "di Lui noi siamo la stirpe" (17,28). Ma gli areopagiti, filosofi scettici, lo licenziarono dicendogli: "Su questo ti sentiremo un'altra volta", perché non credevano al risorgere dai morti in quanto contrario alla contrapposizione greca tra puro spirito e la materia meno pura. La predicazione di Paolo tuttavia fece dei proseliti secondo quanto riportato negli Atti degli Apostoli (17,34) dove si specifica che "alcuni divennero credenti, fra questi anche Dionìgi membro dell'Areopago, una donna di nome Dàmaris e altri con loro".